# 穴見寛
穴見 寛（あなみ ひろし、1947年 - 2021年12月5日）は、福岡県出身の日本の高校野球指導者。

## 経歴
三池工業高校時代には原貢監督の下でプレー。1965年夏の甲子園大会には8番・捕手で出場し、2年生エースの上田卓三をリードし、同校の初出場初優勝に貢献。また、かつての活況を失っていた「炭鉱の町」・三池を湧かした。
高校卒業後は首都大学野球の東海大学に進学。同期に上田次朗、1学年下には高校からの後輩である林田俊雄がいた。
大学卒業後は、恩師の原が監督を務めていた東海大相模高校のコーチとして赴任し、原が東海大の監督に就任後には同校の監督を引き継いだ。1977年には夏の甲子園に出場。
その後は地元の福岡に戻り、系列校の東海大第五高校の監督に就任。1985年の選抜大会で甲子園初出場初勝利に導いた。2009年に監督を勇退後も同校の野球部で指導を継続するとともに、全国高校野球選手権福岡大会の解説者も務めていた。
2021年12月5日午後2時15分に胆管ガンのため、宗像市の自宅で死去した。74歳没。